# Berthold Englisch

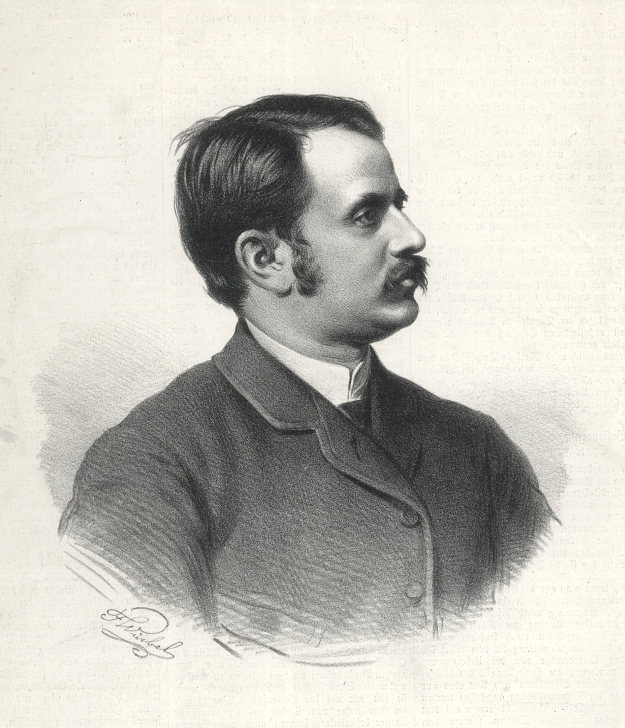
Berthold Englisch

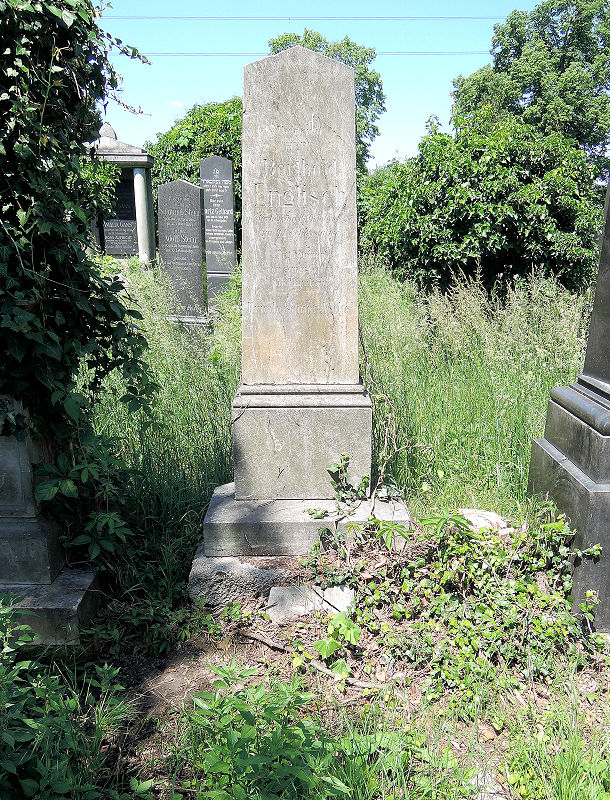
Berthold Englischs Grab in der jüdischen Abteilung des Wiener Zentralfriedhofs

Berthold Englisch (* 9. Juli 1851 in Hotzenplotz, Mährisch-Schlesien; † 19. Oktober 1897 in Wien) war ein österreichischer Schachmeister.
Berthold Englisch war von Beruf Börsenmakler in Wien und entstammte einer jüdischen Familie.
Er gewann 1879 in Leipzig überraschend den ersten Kongress des Deutschen Schachbundes vor Louis Paulsen. Dies sollte jedoch sein größter Turniererfolg bleiben. Im folgenden Jahr teilte er sich beim Turnier in Wiesbaden mit Blackburne und Adolf Schwarz den ersten Platz. Im Jahr 1890 unterlag er in Wien in einem Zweikampf über fünf Partien dem späteren Weltmeister Emanuel Lasker (+0 =3 −2), während er im Jahr 1896 an gleicher Stelle einen Wettkampf mit Harry Nelson Pillsbury unentschieden hielt (+0 =5 −0). Bemerkenswert waren seine ausgeglichene Bilanz aus sechs Begegnungen in Turnierpartien mit Wilhelm Steinitz (+1 =4 −1) sowie sein Sieg über Adolf Anderssen im Pariser Turnier 1878.
Als Englischs beste historische Elo-Zahl wurde der Wert 2690 ermittelt (Februar 1897). Allerdings erreichte er schon deutlich vorher, nämlich im August und September 1881, mit Platz zwei seine beste Position auf der nachträglich berechneten Weltrangliste.
Er starb im Oktober 1897, nur wenige Wochen nachdem er das internationale Meisterturnier der Berliner Schachgesellschaft krankheitsbedingt abbrechen musste.